# Reggenza di Serdang Bedagai
La reggenza di Serdang Bedagai (in lingua indonesiana: Kabupaten Serdang Bedagai) è una reggenza dell'Indonesia, situata nella provincia di Sumatra Settentrionale.